# Ballochray
Ballochray (auch Balachrog) ist eine aufgegebene Ortschaft auf der schottischen Hebrideninsel Islay. Sie ist nicht zu verwechseln mit der ähnlich klingenden und nur wenige Kilometer entfernt liegenden Wüstung Ballacharie. Ballochray befand sich im Osten der Insel etwa einen Kilometer westlich von Port Askaig und etwa 15 Kilometer nordöstlich von Bowmore, dem Hauptort der Insel. Die nächstgelegene Ortschaft war das zwei Kilometer westlich gelegene Keills. Ballochray lag an einer Straße, welche die wichtigsten Ortschaften der Insel miteinander verband und in etwa der heutigen A846 entspricht. Bei der Volkszählung im Jahre 1841 lebten in Ballochray noch 80 Personen. Zehn Jahre später war die Einwohnerzahl schwach auf 88 Personen gestiegen. Heute sind auf dem Gebiet von Ballochray nur noch die Grundmauern verschiedener Gebäude erhalten.

## Umgebung
Östlich von Ballochray befand sich ein kleiner See namens Loch nan Deala. In diesem befand sich einst eine Insel, die infolge der Wasserstandsabsenkung heute wenige Meter westlich des Ufers an Land liegt. Bei dieser etwa 30 m durchmessenden runden Insel handelt es sich um einen Crannóg, der früher 26 m vom Seeufer entfernt lag und über einen drei Meter breiten Damm aus groben Steinen erreicht werden konnte. Auf der Insel wurden die Überreste dreier Gebäude entdeckt, welche spätmittelalterlichen Ursprungs sein könnten. Wie in vielen Ortschaften im Nordosten Islays wurde in der Vergangenheit auch bei Ballochray Blei abgebaut.